# Kalgurthi, Chitapur
Kalgurthi là một làng thuộc tehsil Chitapur, huyện Gulbarga, bang Karnataka, Ấn Độ.